# Gillis van Damme
Gillis van Damme  (Damme, ca. 1400 - Lissewege, 1463) was een Zuid-Nederlands cisterciënzermonnik.

## Levensloop
Van Damme trad in bij de cisterciënzers van de abdij van de Duinen. De abdij was in Koksijde gevestigd en was een van de rijkste abdijen in het graafschap Vlaanderen. Ze beheerde meer dan 10.000 ha landbouwgrond in Vlaanderen en Zeeland, meestal door eigen arbeid gewonnen op polders.
In de abdij was hij een van de intellectuelen. Hij had in Parijs gestudeerd en er het baccalaureaat in de godgeleerdheid verworven. Hij liet heel wat geschriften na, waarvan sommige, na de uitvinding van de boekdrukkunst, werden gepubliceerd.

## Geschriften
- Libellus de regimine monialium,
- Regula confessoris monialium,
- Dialogus inter animan et hominem religiosum,
- Collectaneus divinorum eloquiorum,
- Lectura super primam psalterii quinquagesimi,
- Super epistola Pauli,
- Collectaneus martyrologi,
- Malogranatum.